# Fix Up, Look Sharp
Fix Up, Look Sharp è un brano musicale del rapper britannico Dizzee Rascal, pubblicato come secondo singolo estratto dall'album Boy in da Corner, album di debutto del cantante. Il brano, scritto dallo stesso Dizzee Rascal è stato pubblicato il 18 agosto 2003 dalla XL Recordings, ed è riuscito ad arrivare sino alla diciassettesima posizione della classifica dei singoli più venduti nel Regno Unito.

## Tracce
CD singolo
1. Fix Up, Look Sharp (clean radio edit) — 3:16
2. Stop Dat — 3:40
3. I Luv U (video)

## Classifiche
| Classifica (2007) | Posizione più alta |
| ----------------- | ------------------ |
| Regno Unito       | 17                 |